# Eleutherodactylus angustidigitorum
Eleutherodactylus angustidigitorum es una especie de anfibio anuro de la familia Eleutherodactylidae.
Es endémica de Jalisco (Tuxpan), norte de Michoacán y México, D. F. (México). Su hábitat natural son los bosques húmedos subtropicales o tropicales de montaña. La principal amenaza a su conservación es la destrucción de su hábitat causada por la deforestación y la urbanización.